# FrostWire
FrostWire ist ein Peer-to-Peer (P2P) Filesharing-Client. Es benutzte bis einschließlich der Version 4.21.8 das Gnutella- sowie das BitTorrent-Netzwerk und entstand im September 2005 durch eine Abspaltung vom LimeWire-Client. Es ist plattformübergreifend in Java programmiert und als freie Software unter der GNU General Public License (GPL) erhältlich. Ab Version 4.10.5 funktioniert FrostWire auch auf Intel-basierten Macs.
Mit dem Start des Versionszweiges Nr. 5 wurde die Unterstützung des Gnutella-Netzwerkes beendet. Das Programm unterstützt seitdem ausschließlich das BitTorrent-Netzwerk.

## Geschichte
Wie viele Hersteller von P2P-Software geriet auch Lime Wire LLC, der Markenrechtsinhaber von LimeWire, in juristische Auseinandersetzungen mit der RIAA und war gezwungen, eine Unterlassungserklärung zu unterschreiben. In Zukunft werde LimeWire Schutzmechanismen enthalten, die den Tausch urheberrechtlich geschützter Dateien verhindern sollen. Am 26. Oktober 2010 wurde Limewire LLC die weitere Verbreitung und Support der Software durch ein Gerichtsurteil untersagt.
Open-Source-Entwickler, darunter auch viele aus dem inneren Kreis des LimeWire-Teams, waren mit dieser Entwicklung nicht einverstanden. Sie gründeten das FrostWire-Team, das die FrostWire-Software nach der ursprünglichen LimeWire-Roadmap weiterentwickelte. Somit wurde FrostWire zum freien Nachfolger von LimeWire. Nach Bekunden der Entwickler werde es von der Software keine kommerzielle Version geben, sie soll weder Filter noch Sperren enthalten.

## Belege
1. ↑  The frostwire Open Source Project on Open Hub: Languages Page. In: Open Hub. (abgerufen am 18. Juli 2018).
2. ↑  P2P: Demnächst FrostWire statt LimeWire. heise online, abgerufen am 30. Oktober 2010.
3. ↑  Musikindustrie bezwingt den Filesharing-Dienst LimeWire. heise online, abgerufen am 30. Oktober 2010.